# Lac Casa de Piedra
Le lac Casa de Piedra (en français : « maison de pierres ») est un lac artificiel d'Argentine, formé par le barrage du même nom sur le cours du Río Colorado. Il est situé à la limite entre les provinces de La Pampa et de Río Negro. 

## Situation
Ses coordonnées approximatives sont 38°20' de latitude sud, et 67°40' de longitude ouest. 

## Description
- Sa surface se trouve à une altitude de 285 mètres.
- Sa superficie est de 360 000 000 m² soit 360 kilomètres carrés (plus de la moitié de celle du lac Léman en France et en Suisse).
- Sa profondeur moyenne est de 11,1 mètres.
- Sa profondeur maximale est de 39 mètres.
- Le volume d'eau contenu est de 4 milliards de m³.
- La longueur de ses rives est de 175 kilomètres.
- Le temps de résidence des eaux est de 1 an.
- L'étendue de son bassin versant est celle du Río Colorado au niveau du barrage soit 33 000 km2 environ.
- Le débit du fleuve est d'environ 125 mètres cubes par seconde à la sortie du barrage-lac.

## Irrigation
Sur base d'accords interprovinciaux, le débit prélevé maximal autorisé pour l'irrigation est de 13,6 m3/s, ce qui en fonction de l'évapo-transpiration journalière, du type de culture et de l'efficience de l'irrigation (estimée à 75 %), permettra, lors de l'achèvement du projet, d'irriguer de 12 000 à 15 000 hectares (120 à 150 km2).